# Czesław Wądolny
Czesław Wądolny (ur. 25 stycznia 1859 w Mucharzu, zm. 23 czerwca 1925 w Krakowie) – polski duchowny rzymskokatolicki.

## Życiorys
Urodził się w 1859 w Mucharzu. Ukończył naukę w gimnazjum w Wadowicach. Następnie odbywał studia teologiczne w Tarnowie, na Uniwersytecie Jagiellońskim w Krakowie i na Frintaneum w Wiedniu.
W 1881 otrzymał sakrament święceń kapłańskich. Po powrocie do Krakowa został sekretarzem kardynała Albina Dunajewskiego. Potem był notariuszem kurii książęco-biskupiej. 9 grudnia 1886 otrzymał stopień doktora na Wydziale Teologicznym Uniwersytetu Jagiellońskiego na podstawie pracy pt. De fide Hebraeorum de immortalitate animae et de resurrectione corporum. 
Został wikariuszem parafii Wszystkich Świętych w Krakowie. W 1901 został kanonikiem kapituły krakowskiej, a później otrzymał godność scholastyka. Przed 1918 został też prałatem domowym Ojca św.. W 1906 obchodził w Krakowie ćwierćwiekowy jubileusz kapłaństwa. Po śmierci Franciszka Symona od 1918 do 1925 był proboszczem (archiprezbiterem) Parafii Wniebowzięcia Najświętszej Maryi Panny w Krakowie przy katedrze mariackiej.

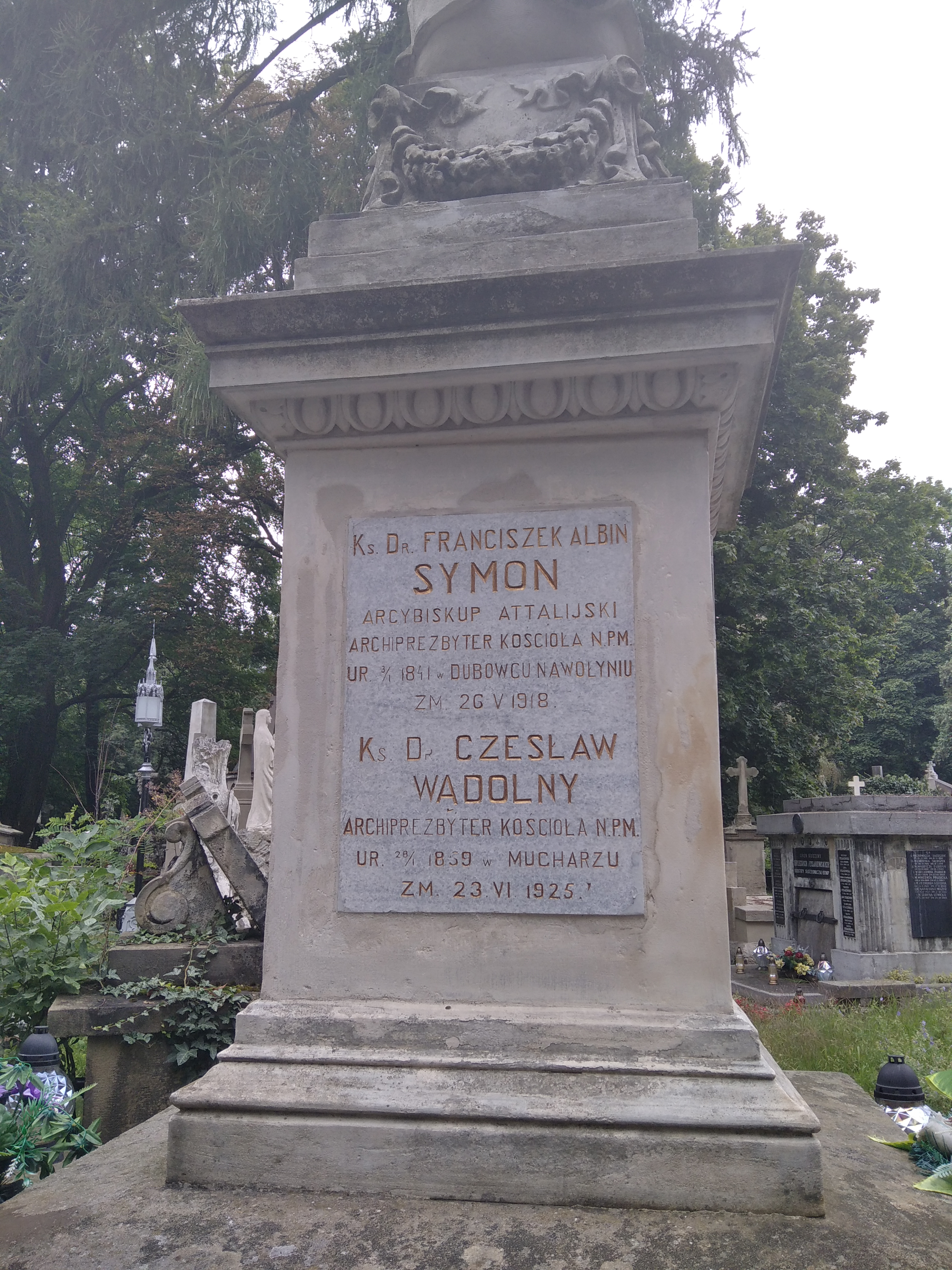
Zdjęcie grobu

Do 14 maja 1920 pełnił funkcję Starszego w Arcybractwie Miłosierdzia w Krakowie (zastąpiony przez Karola Drozdowskiego). Był fundatorem ochronki w rodzinnej wsi. 
Zmarł 23 czerwca 1925. Został pochowany w grobowcu archiprezbiterów Bazyliki Mariackiej na cmentarzu Rakowickim w Krakowie.